# Persone di nome Steven/Calciatori
| Questa pagina contiene informazioni ricavate automaticamente dalle voci biografiche con l'ausilio del template Bio e di un bot. L'aggiornamento è periodico e automatico e ricostruisce completamente la pagina. Se manca una persona in questa lista, sei pregato di non aggiungerla, ma accertati piuttosto che la sua voce biografica contenga il template Bio e che i dati anagrafici siano correttamente compilati. Se il template Bio manca, inseriscilo tu stesso o, in alternativa, metti l'avviso {{tmp\|Bio}} che ne segnala la mancanza. Se i dati riportati sono sbagliati, correggi direttamente la voce biografica; le modifiche saranno visibili in questa lista entro pochi giorni. Per chiarimenti vedi il progetto antroponimi. La lista contiene solo le 73 persone che sono citate nell'enciclopedia e per le quali è stato implementato correttamente il template Bio. Pagina aggiornata al 22 lug 2025. |

Questa è una lista di persone presenti nell'enciclopedia che hanno il nome Steven e sono calciatori.

## A(5)
- Steven Adams, calciatore ghanese (Kumasi, n. 1989)
- Steven Alfred, calciatore nigeriano (n. 1997)
- Steven Alzate, calciatore colombiano (Camden, n. 1998)
- Steven Anderson, calciatore scozzese (Edimburgo, n. 1985)
- Steve Archibald, ex calciatore e allenatore di calcio scozzese (Glasgow, n. 1956)

## B(11)
- Steve Banks, ex calciatore inglese (Hillingdon, n. 1972)
- Steve Barker, ex calciatore e allenatore di calcio sudafricano (Maseru, n. 1967)
- Steven Beattie, ex calciatore irlandese (Skerries, n. 1988)
- Steven Beitashour, ex calciatore statunitense (San Jose, n. 1987)
- Steven Berghuis, calciatore olandese (Apeldoorn, n. 1991)
- Steven Bergwijn, calciatore olandese (Amsterdam, n. 1997)
- Steve Biggins, ex calciatore inglese (Lichfield, n. 1954)
- Steve Birnbaum, ex calciatore statunitense (Newport, n. 1991)
- Steven Bradley, calciatore scozzese (Glasgow, n. 2002)
- Steven Bryce, ex calciatore costaricano (San José, n. 1977)
- Steve Buxton, ex calciatore inglese (Birmingham, n. 1960)

## C(4)
- Steven Caldwell, ex calciatore scozzese (Stirling, n. 1980)
- Steven Caulker, calciatore sierraleonese (Feltham, n. 1991)
- Steven Clark, calciatore statunitense (Mason, n. 1986)
- Steve Cronin, ex calciatore statunitense (Sacramento, n. 1983)

## D(4)
- Steve Davies, ex calciatore inglese (Liverpool, n. 1987)
- Steven De Petter, ex calciatore belga (Aalst, n. 1985)
- Steven Deana, calciatore svizzero (Sciaffusa, n. 1990)
- Steven Vitória, calciatore canadese (Toronto, n. 1987)

## F(3)
- Steven Fletcher, calciatore scozzese (Shrewsbury, n. 1987)
- Steven Fortès, calciatore francese (Marsiglia, n. 1992)
- Steven Pereira, calciatore olandese (Rotterdam, n. 1994)

## G(5)
- Steve Galliers, ex calciatore inglese (Fulwood, n. 1957)
- Steven Godfroid, ex calciatore belga (Charleroi, n. 1990)
- Steven Gordon, calciatore nordirlandese (Newtownards, n. 1993)
- Steven Gray, ex calciatore irlandese (Dublino, n. 1981)
- Steven Guerra, calciatore salvadoregno (n. 2005)

## H(4)
- Steven Hammell, ex calciatore scozzese (Rutherglen, n. 1982)
- Steve Harkness, ex calciatore inglese (Carlisle, n. 1971)
- Steve Hayward, ex calciatore inglese (Pelsall, n. 1971)
- Steve Howard, ex calciatore inglese (Durham, n. 1976)

## J(3)
- Steven James, ex calciatore inglese (Coseley, n. 1949)
- Steven Jennings, ex calciatore inglese (Liverpool, n. 1984)
- Steven Joseph-Monrose, calciatore francese (Bondy, n. 1990)

## L(6)
- Steven Lang, ex calciatore svizzero (Delémont, n. 1987)
- Steven Lenhart, ex calciatore statunitense (Jacksonville, n. 1986)
- Steven Lennon, ex calciatore scozzese (Irvine, n. 1988)
- Steve Ludlam, ex calciatore inglese (Chesterfield, n. 1955)
- Steven Lustü, ex calciatore danese (Vordingborg, n. 1971)
- Steven Luštica, calciatore australiano (Canberra, n. 1991)

## M(8)
- Steven MacLean, ex calciatore scozzese (Edimburgo, n. 1982)
- Steven Mali, ex calciatore papuano (n. 1975)
- Stevie May, calciatore scozzese (Perth, n. 1992)
- Steve McManaman, ex calciatore inglese (Liverpool, n. 1972)
- Steven Mensah, calciatore togolese (n. 2003)
- Steven Moreira, calciatore francese (Noisy-le-Grand, n. 1994)
- Steven Morrissey, calciatore giamaicano (Portmore, n. 1986)
- Steven Mouyokolo, ex calciatore francese (Melun, n. 1987)

## N(1)
- Steven Nzonzi, calciatore francese (La Garenne-Colombes, n. 1988)

## O(2)
- Steve Ogrizovic, ex calciatore inglese (Mansfield, n. 1957)
- Steven Old, ex calciatore neozelandese (Palmerston North, n. 1986)

## P(3)
- Steven Paulle, ex calciatore francese (Cannes, n. 1986)
- Steve Phillips, ex calciatore inglese (Edmonton, n. 1954)
- Steve Purdy, ex calciatore statunitense (Bakersfield, n. 1985)

## S(7)
- Steven Schumacher, ex calciatore e allenatore di calcio inglese (Liverpool, n. 1984)
- Steven Sidwell, ex calciatore inglese (Londra, n. 1982)
- Steven Skrzybski, calciatore tedesco (Berlino, n. 1992)
- Steven Smith, ex calciatore scozzese (Bellshill, n. 1985)
- Steven Sserwadda, calciatore ugandese (Kampala, n. 2002)
- Steve Sumner, calciatore inglese (Preston, n. 1955 - † 2017)
- Steven Séance, calciatore francese (Saint-Denis, n. 1992)

## T(4)
- Steve Taylor, ex calciatore inglese (Royton, n. 1955)
- Steven Thicot, ex calciatore francese (Montreuil, n. 1987)
- Steven Howard Thompson, ex calciatore scozzese (Paisley, n. 1978)
- Steven Thompson, ex calciatore britannico (n. 1971)

## U(1)
- Steven Ugarković, calciatore australiano (Baulkham Hills, n. 1994)

## W(1)
- Steve Wooddin, ex calciatore neozelandese (n. 1955)

## Z(1)
- Steven Zuber, calciatore svizzero (Winterthur, n. 1991)